# کارولیننکووگ
کارولیننکووگ (به آلمانی: Karolinenkoog) یک شهر در آلمان است که در دیمارشن واقع شده‌است. کارولیننکووگ ۱۳۸ نفر جمعیت دارد.